# Tadeusz
Tadeusz est un prénom d'origine araméenne.
On fête les Tadeusz le 28 octobre.

## Étymologie
Ce prénom vient des langues hébraïques et signifie courageux. En araméen taddà désigne la poitrine, siège du courage (cœur) dans de nombreuses cultures.

## Autres formes
- Tadeáš – Tchèque
- Tadas – Lituanien
- Taddeo – Italien
- Тадија (Tadija) – Serbe
- Tadej – Slovène
- Tadeusz – Polonais
- Thaddée – Français
- Thaddäus – Allemand
- Tadeu – Portugais
- Tadeo – Espagnol
- Фаддей – Russe

## Prénoms dérivés
Tadeus, Tadou. 
Les diminutifs Tadzio (en polonais), Tad ou Thad sont couramment admis.

## Personnalités

### Prénom
- Thaddée est également le nom d'un des douze apôtres de Jésus, appelé Thaddée d'Édesse, mais qui portait aussi le nom de Judas le Zélote.
- Tadeusz Holuj (1916–1985), écrivain polonais communiste, rescapé d'Auschwitz.
- Tadeusz Kantor (1915–1990), metteur en scène polonais.
- Tadeusz Kondrusiewicz, évêque catholique en Europe orientale.
- Tadeusz Kościuszko (1746–1817), général polonais puis américain.
- Tadeusz Kuntze (1727–1793), peintre baroque, d'origine silésienne, actif à Cracovie et à Rome.
- Thad Luckinbill, de son vrai nom Thaddeus Rowe Luckinbill (1975–), acteur américain.

- Tadeusz Mazowiecki, (1927–), écrivain, journaliste et homme politique polonais.
- Tadeusz Reichstein, (1897–1996), chimiste polonais.
- Tadeusz Różewicz, (1921–), poète et dramaturge polonais.
- Tadeusz Rybczynski (1923–1998), économiste d'origine polonaise naturalisé britannique.

### Patronyme
- Norbert Tadeusz (1940–2011), artiste peintre allemand.

## Personnages fictifs
- Tadeusz (Thadée), personnage de Messire Thadée d' Adam Mickiewicz.
- Tadzio, le jeune garçon dans la nouvelle de Thomas Mann, Mort à Venise.
- Thaddeus Beaumont, personnage principal dans La Part des ténèbres de Stephen King.
- Tad Trenton, l'enfant dans Cujo de Stephen King.
- Thunderbolt Ross est l'un des ennemis de Hulk. Il apparaît dans le film de 2003 Hulk ainsi que dans L'Incroyable Hulk.
- Thaddeus Horatio Eberhard, protagoniste de T.H.E. Fox.
- Thaddeus, le marine d'assaut dans Warhammer 40,000: Dawn of War II.
- Thaddius, un monstre inspiré de Frankenstein dans World of Warcraft.
- Thaddeus Griffin, le frère jumeau démoniaque de Peter Griffin, un personnage de fiction issu de la série télévisée américaine Les Griffin.
- Thaddeus Montgomery (aussi connu sous le nom d'Infantata), est un monstre et le fils de Charles et Nora Montgomery dans American Horror Story.
- Thaddeus Thurkell, l'un des personnages de J. K. Rowling dans Harry Potter.
- Thaddeus Thawne alias Inertie est le clone maléfique de Bart Allen dans l'univers DC .
- Tad Bronicki, frère de Lila Bronicki, dans Les Cerfs-volants de Romain Gary